# Бареджо
Бареджо (итал. Bareggio) — город в Италии, в провинции Милан области Ломбардия.
Население составляет 16 264 человека (на 2004 г.), плотность населения составляет 1432 чел./км². Занимает площадь 11 км². Почтовый индекс — 20008. Телефонный код — 02.
Покровителями коммуны почитаются святые Назарий и Цельсий, празднование 28 июля.